# エアロバイロンメント・ナノ・ハミングバード

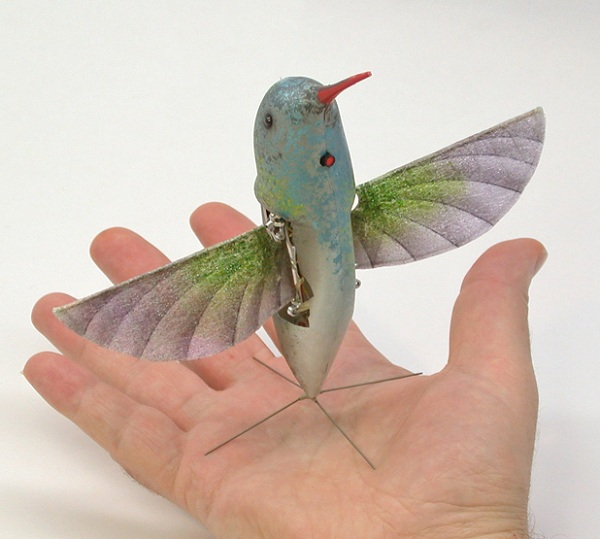
ナノ・ハミングバードは単三電池よりも軽い

エアロバイロンメント・ナノ・ハミングバード（英語: AeroVironment Nano Hummingbird）やナノ・エア・ビークル（英語: Nano Air Vehicle（NAV））とはオーニソプターのように飛ぶハミングバード（ハチドリ）に似たリモートコントロール航空機である。開発は米国のエアロバイロンメント、仕様の提案は米国防総省の国防高等研究計画局（DARPA）による。ハミングバードには監視と偵察を目的とした小型のビデオカメラが装備され、最大11分の飛行が可能である。屋外での飛行や出入口から入って屋内環境を調査することもできる。2011年2月17日に一般に公表された。

## 仕様
DARPAは、2006年以来、ナノ・エア・ビークル（Nano Air Vehicle（NAV））プログラム用の「ハチドリのような」航空機の試作品を製作するため、エアロバイロンメントに400万ドルを寄付していた。この機材は11マイル毎時 (18 km/h)で飛行し、3つの運動軸で移動できるナノハチドリと呼ばれていた。本機は垂直に上昇し、また下降や左右方向に飛行できる。さらに前進および後退、時計回りと反時計回りに回転し、空中でホバリングする。この人工ハチドリは、羽ばたき翼を使用して推進と姿勢制御を行う。本物のハチドリのような形をした体を持ち、翼幅は6.3インチ (160 mm) 、総飛行重量は0.67オンス (19 g)で単三電池未満である。重量には飛行に必要なシステムが含まれる（バッテリー、モーター、通信システム、ビデオカメラのペイロード）。